# Marvin Jones
Pour les articles homonymes, voir Jones.
(en) Statistiques sur pro-football-reference
Marvin Lewis Jones Jr., né le 12 mars 1990 à Long Beach, Californie, est un Américain, joueur professionnel de football américain qui évolue actuellement au poste de wide receiver au sein de la franchise des Lions de Détroit en National Football League (NFL).
Auparavant au niveau universitaire, il joue pour l'équipe des Golden Bears représentant l'université de Californie à Berkeley de 2008 à 2011.
Il est ensuite sélectionné en 166e choix global lors du 5e tour de la draft 2012 de la NFL par les Bengals de Cincinnati où il joue jusqu'en fin de saison 2015.

## Vie privée
Jones est marié à Jazmyn Jones. Ils ont eu cinq enfants, Marvin III, Mareon, Murrell, Mya et Marlo. Son jeune fils, Marlo, est décédé le 27 décembre 2019 à l'âge de 6 mois.